# George Sutherland-Leveson-Gower, 2.º Duque de Sutherland
George Granville Sutherland-Leveson-Gower, 2.º Duque de Sutherland, KG (8 de agosto de 1786 – 27 de fevereiro de 1861), conhecido como Visconde Trentham até 1803, Conde Gower entre 1803 e 1833, e Marquês de Stafford em 1833, foi um par britânico e político Whig da família Leveson-Gower.

## Infância e educação
George nasceu em Portland Place, Londres, a 8 de agosto de 1786, e foi baptizado na Igreja Paroquial de St Marylebone. Era o filho mais velho de George Leveson-Gower, 1.º Duque de Sutherland, e da sua esposa Elizabeth Sutherland, suo jure Condessa de Sutherland.
Foi educado na Harrow School entre 1798 e 1803, tendo depois ingressado no Christ Church, em Oxford, onde se licenciou em Artes (B.A.) em 1806 e obteve o grau de Mestre (M.A.) em 1810. Em 1841, recebeu o grau de Doutor em Direito Civil (D.C.L.) pela mesma universidade.
Entre 1806 e 1808, o Conde Gower viajou pela Prússia e pela Rússia. Durante a campanha prussiana contra as forças francesas de Napoleão, passou algum tempo no quartel-general do exército prussiano.

## Carreira
Após o seu regresso da Europa, Conde Gower entrou na Câmara dos Comuns como MP pelo rotten borough de St Mawes, na Cornualha, em 1808. Em 1812, passou a representar o burgo de Newcastle-Under-Lyme, em Staffordshire, até 1815, ano em que se candidatou como deputado do condado de Staffordshire, cargo que exerceu até 1820.
Foi igualmente lorde-tenente do Condado de Sutherland desde 1831 até à sua morte, tendo sido nomeado High Steward do borough de Stafford em 1833, e lorde-tenente de Shropshire entre 1839 e 1845. Foi nomeado cavaleiro da Ordem da Jarreteira (KG) em 1841.

## Críquete
Sutherland foi um jogador activo de first-class cricket em 1816, tendo representado o Marylebone Cricket Club e uma equipa organizada por E. H. Budd num total de três partidas.

## Duque de Sutherland
O seu pai faleceu em 1833, apenas seis meses depois de ter sido criado Duque de Sutherland por Guilherme IV, em reconhecimento pelo seu apoio à Reform Act 1832, pelo que este novo título passou para o filho primogénito. A sua mãe, que era 19.ª Condessa de Sutherland por direito próprio, faleceu em 1839, e assim o antigo título escocês passou para George, que se tornou também 20.º Conde de Sutherland. Como resultado, os dois títulos permaneceram unidos na mesma pessoa até 1963. Foi o 2.º Duque quem adoptou o apelido adicional de Sutherland, passando o seu nome de família a ser Sutherland-Leveson-Gower.

## Vida pessoal
Em 28 de maio de 1823, Sutherland casou com Harriet Elizabeth Georgiana Howard (1806–1868). Harriet era sua prima em primeiro grau por afinidade e filha de George Howard, 6.º Conde de Carlisle. Juntos, eles foram os pais de onze filhos, sete filhas e quatro filhos:
- Elizabeth Georgiana Sutherland-Leveson-Gower (1824–1878), que casou com George Douglas Campbell, 8.º Duque de Argyll, com descendência.
- Evelyn Sutherland-Leveson-Gower (1825–1869), que casou com Charles Stuart, 12.º Lorde Blantyre.
- Caroline Sutherland-Leveson-Gower (1827–1887), que casou com Charles FitzGerald, 4.º Duque de Leinster, com descendência.
- George Sutherland-Leveson-Gower, 3.º Duque de Sutherland (1828–1892), que casou com Anne Hay-Mackenzie.[6]
- Blanche Julia Sutherland-Leveson-Gower (1830–1832), que faleceu na infância.
- Frederick George Sutherland-Leveson-Gower (1832–1854), que faleceu solteiro.
- Constance Gertrude Sutherland-Leveson-Gower (1834–1880), que casou com Hugh Grosvenor, 1.º Duque de Westminster, com descendência.
- Victoria Sutherland-Leveson-Gower (1838–1839), que faleceu na infância.
- Albert Sutherland-Leveson-Gower (1843–1874), que casou com Grace Abdy, filha de Sir Thomas Neville Abdy, 1.º Baronete, com descendência, incluindo Frederick Leveson-Gower.
- Ronald Charles Sutherland-Leveson-Gower (1845–1916), que faleceu solteiro.
- Alexandrina Sutherland-Leveson-Gower (1848–1849), que faleceu na infância.

Era um ávido bibliófilo e foi um dos membros fundadores do Roxburghe Club em 1812. Foi curador da National Gallery desde 1835 e do British Museum desde 1841 até à sua morte, tendo igualmente sido nomeado Comissário para as Belas-Artes em 1841.
O Duque faleceu aos 75 anos, em Trentham Hall, em Staffordshire, uma das suas mansões inglesas, após um período de doença.

### Projectos de construção
Sutherland era parcialmente surdo e, por essa razão, decidiu não seguir uma carreira política muito activa, ao contrário de muitos dos seus pares contemporâneos. Em vez disso, dedicou as suas energias a investir parte da vasta fortuna herdada de seu pai na melhoria das suas residências. Em 1845, contratou Sir Charles Barry para efectuar grandes alterações no Castelo Dunrobin. Barry transformou o castelo no palácio ducal de 189 divisões que ainda hoje existe. Para além de Dunrobin, o Duque encarregou também Barry de remodelar completamente a sua residência de Trentham Hall, em Staffordshire, a casa de Cliveden, em Buckinghamshire, e a residência londrina da família, Stafford House, considerada à época a casa privada mais valiosa de toda a cidade de Londres. Segundo se diz, a Rainha Vitória comentou, ao chegar a Stafford House: "Vim da minha casa para o vosso palácio."

### Descendência
Uma proporção muito significativa da actual aristocracia britânica descende do 2.º Duque de Sutherland. Através dos casamentos das suas filhas, é antepassado dos actuais Duques de Hamilton, Argyll, Roxburghe, Northumberland, Leinster e Westminster, dos actuais Marqueses de Hertford e Londonderry, dos condes de Selkirk, Lichfield e Cromartie, e do actual Visconde Dilhorne, entre muitos outros. A sua linha masculina extinguiu-se com a morte do seu bisneto, George Sutherland-Leveson-Gower, o 5.º Duque, em 1963, tendo o título passado para John Egerton, descendente de Francis, irmão do 2.º Duque. Elizabeth Sutherland, 24.ª Condessa de Sutherland, também era descendente do 2.º Duque. Foi ainda antepassado da falecida Duquesa de Beaufort, embora não do actual Duque de Beaufort.